# Maine (provins)
|  | Denne artikel omhandler en provins i Frankrig. For den amerikanske stat af samme navn se se Maine. |
Maine er af de traditionelle provinser i Frankrig (ikke at forveksle med floden Maine). Det svarer til det tidligere County Maine, hvis hovedstad var byen Le Mans. Området er nu opdelt i de to departementer Sarthe og Mayenne, og det tæller omkring 857.000 indbyggere.
48°00′N 0°12′Ø / 48°N 0.2°Ø